# كروتال (صاروخ)

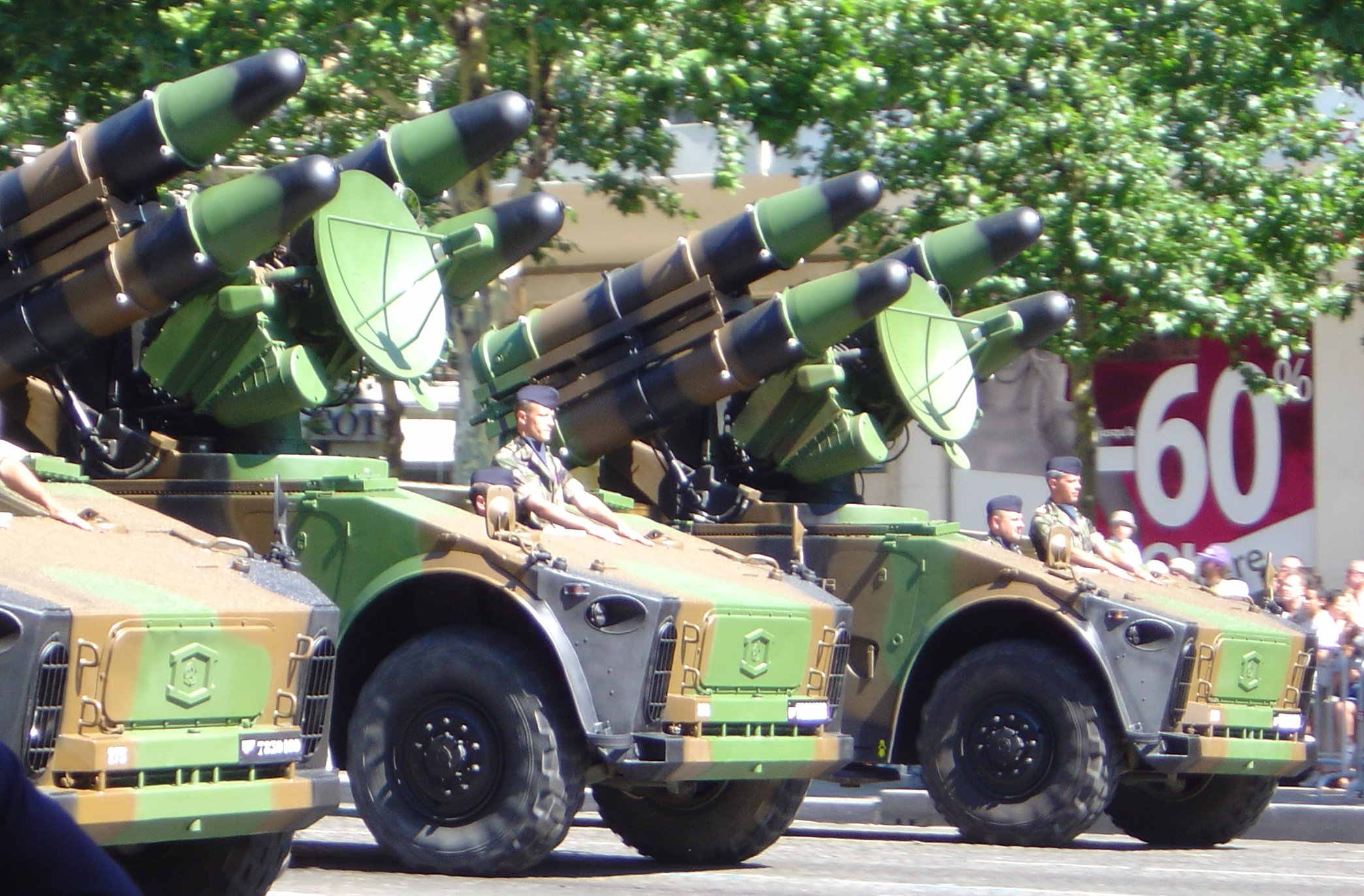
Crotale missile launchers of the القوات الجوية الفرنسية.

كروتال (بالإنجليزية:"Crotale EDIR") هو صاروخ أرض-جو قصير المدى مضاد للطائرات في جميع الأحوال الجوية، يمكن استخدامه لاعتراض الصواريخ والطائرات والصواريخ المضادة للسفن منخفضة الطيران. تم تطويره بواسطة شركة طومسون للصناعات الدفاعية وهو متوفر في نسختين، إصدار أرضي متنقل ونسخة يتم إطلاقها من على متن السفن.

## تطوير
في الأصل، تم تطوير نظام كروتا R440 بواسطة شركة طومسون وروكويل الدولية ومستيرال في فرنسا لـجنوب إفريقيا، حيث تم تسميته Cactus. ومع ذلك، أثارت إنجازات النظام إعجاب القوات المسلحة الفرنسية، التي اشترت النظام لكل من القوات الجوية والبحرية.
يتضمن نظام الإطلاق أجهزة الاستشعار الرئيسية للسفينة ونظام إطلاق النار للبرج ونظام التنسيق المركزي. ويحتوي البرج على ثمانية صواريخ جاهزة للإطلاق في حاويات مانعة لتسرب الماء. المخزن الموجود خلف البرج يحمل 18 صاروخا.
استخدم الجيش الفرنسي لأول مرة مركبة ذات دفع رباعي مزودة بأربع قاذفات. من أجل ضمان تنقل أعلى، وتقرر تركيب النظام على هيكل دبابة القتال الرئيسية الفرنسية أي أم أكس-30. في الوقت نفسه، تم زيادة عدد القاذفات إلى ستة. في خدمة الجيش الفنلندي، وتم تركيب نظام كروتال NG على مركبات باتريا باسي. ولديها 8 قاذفات.
كما تم تركيب نظام كروتال على السفن العسكرية المختلفة. على سبيل المثال، تمتلك فرقاطات لا فاييت التابعة للبحرية الفرنسية قاذفة كروتال ذات 8 أنابيب بالقرب من سطح طيران الهليكوبتر.

## كروتال NG
نسخة حديثة، دخلت الإنتاج في عام 1990. استخدم هذا الإصدار الصاروخ الجديد VT-1 بسرعة ماخ 3.5، عامل تحميل إلى 35G، مدى 11كم، رأس حربي 13 كجم (منطقة قتل 8 م) وسقف 6000 م. يشتمل النظام على رادار Pulse Doppler S-band بمدى 20كم، ورادار تتبع فئة Ku-band TWT بمدى 30كم، وكاميرا حرارية ذات مدى 19كم، وكاميرا Daylight CCD بمدى 15كم، ومعد الأشعة تحت الحمراء. لم يتحقق اقتراح مبكر من التسعينيات لملاءمة النظام (في شكله المكون من ثماني خلايا) بهيكل دبابة لوكلير من أجل توفير مركبة دفاع جوي ميداني في ساحة المعركة لحماية التشكيلات المدرعة أثناء التنقل بسبب التخفيضات التي أعقبت الحرب الباردة.

## K-SAM بيغاسوس
في عام 1999، منحت القوات المسلحة لجمهورية كوريا عقدًا لشركتي سامسونج وتاليس لتطوير نظام Crotale NG المعزز الكوري الجنوبي بشكل مشترك الي نظام الدفاع الجوي قصير المدى K-SAM بيغاسوس. وتم تطوير نظام استشعار جديد بشكل مشترك لتلبية القدرة التشغيلية المطلوبة للصاروخ الجديد، بالإضافة إلى صاروخ محلي جديد من شركة إل جي. تم تطوير الإلكترونيات والرادارات بواسطة شركة سامسونج. قامت شركة دوسان بدمج نظام كروتال NG المعدل مع مركبة K200. وتم إنتاج 48 وحدة في البداية بسعر 330 مليون يورو. تم طلب دفعة ثانية من 66 وحدة في عام 2003، بقيمة 470 مليون يورو.

## المتغيرات

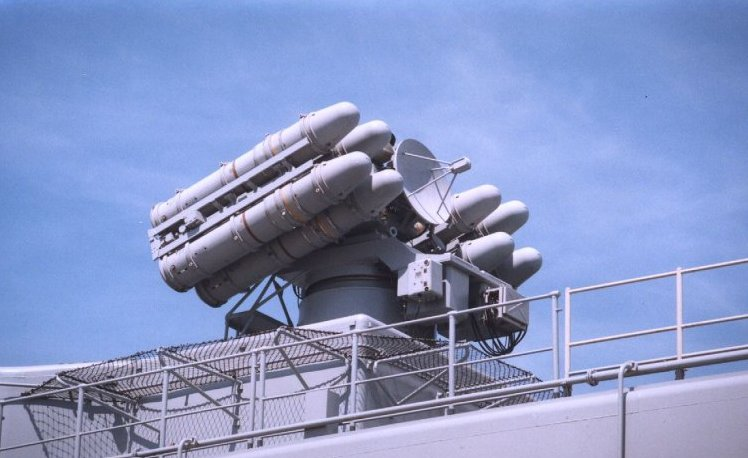
قاذفات Crotale R440 على متن الفرقاطة تورفيل

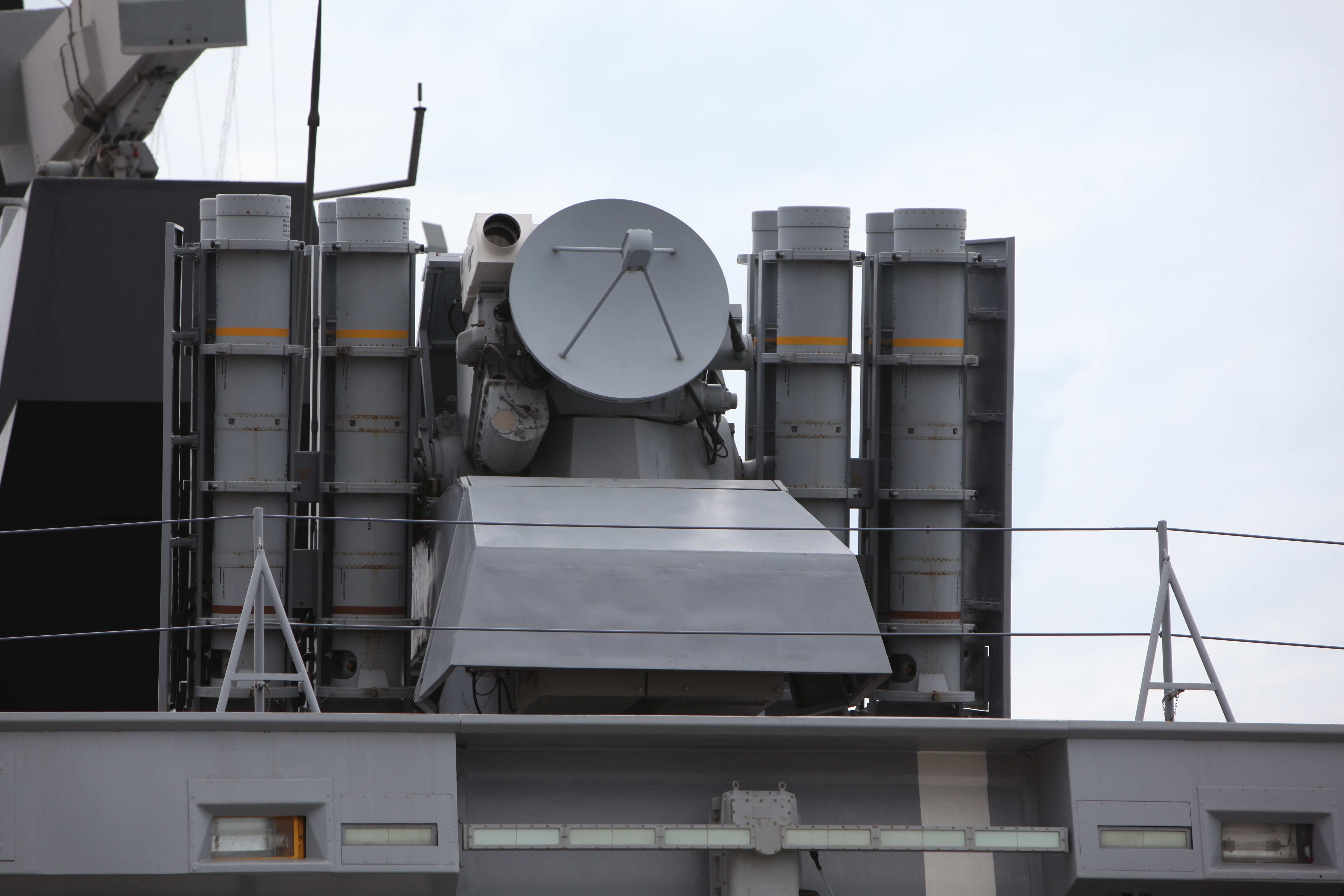
غلاف شبحي فرقاطة من الفئة لا فاييت Surcouf.

R440 Crotale
HQ-7
Shahab Thaqeb
R460 SICA (Shahine)
كروتال إن جي" (Crotale NGs) (VT-1)
Crotale Mk.3 (system)

## المشغلون

خريطة مشغلين كروتال باللون الأزرق والمشغلين السابقين باللون الأحمر

### مشغلين حاليين
البحرينالجيش البحريني الملكي
 مصرالقوات البرية المصرية (اختبار في عام 1976)
 فنلنداالجيش الفنلندي تشغل 21 على سيسو XA-181 «كروتال إن جي» (Crotale NGs) مركبات، المعينة (ITO90M).
 فرنساكروتال البحرية والبرية كروتال إن جي" (Crotale NGs) (12 نظام)
 اليونانكروتال إن جي (Crotale NGs)، يستخدم من قبل القوات الجوية اليونانية (9 نظام) والبحرية اليونانية (2 نظام بحري).
 ليبياأول تسليم عام 1973.
 إيرانتستخدم بعض قاذفات كروتال مقلدة صينية الصنع. 
 عُمانكروتال إن جي (Crotale NGs)
 باكستانالقوات الجوية الباكستانية
 كوريا الجنوبيةK-SAM بيغاسوس (114 نظام)
 السعوديةكروتال إن جي (Crotale NGs)
 الإمارات العربية المتحدة
 المغربالقوات البرية الملكية المغربية

### مشغلين سابقين
البرتغالالجيش البرتغالي
 جنوب أفريقياسرب صاف 120
 تشيليسلاح الجو التشيلي